# نادي باتاتايس
نادي باتاتايس لكرة القدم (بالبرتغالية: Batatais Futebol Clube‏) ، هو نادي كرة قدم برازيلي، أسس سنة 1919 م.
فاز ببطولة دوري باوليستا الدرجة الثانية في عام 1945.

## وصلات خارجية
لم يتم العثور على روابط لمواقع التواصل الاجتماعي.